# Renaissance (bande dessinée)
Pour les articles homonymes, voir Renaissance (homonymie).
Renaissance est une série de bande dessinée française de science-fiction par Fred Duval (scénario), Emem (dessin) et Fred Blanchard (design). Située en 2084, elle relate une invasion de la Terre par plusieurs civilisations extraterrestres.

## Albums
- Tome 1 : Les déracinés (date de sortie : 05/10/2018)
- Tome 2 : Interzone (date de sortie : 27/09/2019)
- Tome 3 : Permafrost (date de sortie : 24/09/2020)
- Tome 4 : Sui Juris (date de sortie : 10/09/2021)
- Tome 5 : Les Hybrides (date de sortie : 16/09/2022)
- Tome 6 : Les ouroboros (date de sortie : 15/09/2023)

Les trois premiers tomes forment un premier cycle situé en 2084, les trois derniers vingt ans plus tard.

## Synopsis
En 2084, l'humanité est en train de subir son extinction sur une Terre mourante. Une fédération intergalactique de planètes ultra civilisées décide de lancer une intervention sur cette planète dans un but humanitaire, mais également économique. 
Swänn et Sätie, qui viennent de s'unir, vivent sur la planète Näkan. Ils ont reçu leur ordre de mobilisation pour l'expédition destinée à venir en aide à la Terre, et ainsi de sauver ses habitants. Sätie, accompagné de Pablö, rencontrent une jeune terrienne prénommé Hélène qui vit dans la région parisienne, laquelle est à moitié envahie par les eaux. 
Swänn, est affecté au Texas et se lance à la recherche de Liz Hamilton, l'ingénieur responsable de forages pétroliers, partie dans l'espoir de retrouver sa famille. Mais au niveau de la fédération intergalactique tout le monde n'a pas la même vision de l'aide interplanêtaire et certaines civilisations ne voient en la Terre qu'une source de matières premières et de métaux rares,.

## Personnages
- Les Terriens
  - Liz, l'américaine, ingénieure pour l'industrie pétrolière
  - Hélène, la française, informaticienne

- Les Nakäns
  - Swänn, militaire et forestier
  - Sätie, médecin militaire, épouse de Swänn
  - Lisä, élue näkän au Conseil du Complexe
- Les Köbalt
  - Pablö, compagnon d'expédition de Sätie
- Les Skuälls
  - Gäry, diplomate skuäll, ami de Lisä

## Planètes et civilisations
Dans Renaissance, la distinction n'est pas claire entre les planètes et les peuples extra-terrestres qui les habitent : il est toujours sous-entendu qu'il n'y a qu'une espèce intelligente par planète, et les noms de la planète et de l'espèce sont étrangement confondus.
- Planète Näkän et peuple homonyme, principaux protagonistes extraterrestres, majoritairement bienveillants.
- Planète Köbalt et peuple homonyme, également bienveillants, habituellement alliés des Näkäns.
- Les Thorgons, peuple aquatique, à penchant extractiviste.
- Les Skuälls, peuple plutôt agressif, faisant partie du Complexe mais pas de Renaissance.
- Les Coleö.
- Les Origames, les plus mystérieux, de forme gazeuse, capables de piloter d'étonnantes structures pliantes.

Toutes ces civilisations et bien d'autres forment une fédération intergalactique, le Complexe, gouvernée par un Conseil des représentants de chaque peuple. Après délibérations, le Complexe mandate une coalition de civilisations bienveillantes nommée Renaissance, pour organiser une expédition ayant pour but initial de soulager les maux de la Terre, notamment en mettant fin aux violences.
Les civilisations du Complexe possèdent des technologies extrêmement avancées d'un point de vue humain, notamment la téléportation ("saut quantique"), la réplication animale et humaine, l'existence de vaisseaux mères ("porteuses") capables de générer les biens et ressources nécessaires, les caissons d'hypersommeil, et bien d'autres.

## Thèmes abordés
À travers l'histoire déroulée, Renaissance ouvre la réflexion sur des problématiques historiques ou actuelles bien humaines, certaines classiques en science-fiction, d'autres plus originales.
- Les menaces climatiques induites par la civilisation thermo-industrielle et l'industrie pétrolière.
- La guerre contre les machines, gouvernées par l'Algorithme (ou une fédération d'intelligences artificielles).
- La colonisation, ses prétextes civilisationnels, et le pillage des ressources de peuples dominés.
- Les dérives de l'ingérence humanitaire notamment quand elle prend la forme d'expéditions militaires.
- L'accueil et la gestion des personnes réfugiées.
- Les risques épidémiques de la fonte du permafrost.
- La théorie des anciens astronautes, appliquées en Sibérie sur l'île de la Grande Liakhov.

## Critiques
Une analyse de l'album publiée sur le site de bande dessinée ligne claire reconnaît les qualités graphiques avec de superbes ambiances, de très beaux décors et des personnages « assez charismatiques ».
Sur le site bdgest.com, la série reçoit une note de 6,8 sur 10 de la part de ses six chroniqueurs qui reconnaissent la qualité graphique de l'album tout en reprochant certains détails (tels que la forme trop humaine des extra-terrestres).

## Expositions
Une exposition comprenant une sélection de planches de cette série à l'occasion de la sortie du tome 2 est organisée du 27 septembre au 12 octobre 2019 à l'hôtel le Vieux Carré à Rouen.